# بيل سيلبي
بيل سيلبي (بالإنجليزية: Bill Selby) هو لاعب كرة قاعدة أمريكي، ولد في 11 يونيو 1970 في مونروفيل في الولايات المتحدة.

## وصلات خارجية
- بيل سيلبي على موقع الدوري الياباني لكرة القاعدة (الإنجليزية)
- بيل سيلبي على موقعبيزبول رفرنس.كوم (الدوري الرئيسي) (الإنجليزية)
- بيل سيلبي على موقعبيزبول رفرنس.كوم (الدوري الثانوي) (الإنجليزية)
- بيل سيلبي على موقع إي إس بي إن.كوم (أم.أل.بي) (الإنجليزية)
- بيل سيلبي على موقع مشجعي الرسوم البيانية (الإنجليزية)